# Colli Piacentini (vino)
Colli Piacentini è una DOC riservata ad alcuni vini la cui produzione è consentita nella provincia di Piacenza

## Zona di produzione

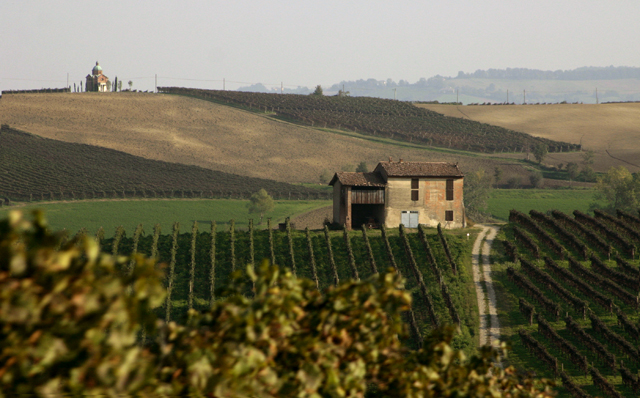
Il territorio dei Colli Piacentini

La zona di produzione comprende l'intero territorio dei comuni di Nibbiano, Pianello Val Tidone, Piozzano, Ziano Piacentino; il territorio del comune di Caminata escluse le isole amministrative in provincia di Pavia; parte dei comuni di Agazzano, Alseno, Bettola, Bobbio, Borgonovo Val Tidone, Carpaneto Piacentino, Castell'Arquato, Castel San Giovanni, Coli, Gazzola, Gropparello, Lugagnano Val d'Arda, Pecorara, Ponte dell'Olio, Rivergaro, San Giorgio Piacentino, Travo, Vernasca e Vigolzone..

## Storia
Dopo la caduta dell'Impero romano d'Occidente la conservazione della viticoltura piacentina fu garantita dall'opera dei monaci di San Colombano, che rivitalizzarono il tipo di vinificazione in uso ai popoli celtici, che producevano vini leggeri e dissetanti e li conservavano in botti di legno.

## Disciplinare
La DOC "Colli Piacentini" è stata istituita con D.M. 17.02.1997, pubblicato sulla Gazzetta Ufficiale n. 61 del 14.03.1997
Successivamente è stato modificato con
- DPR 09.07.1967 - G.U. 203 del 14.08.1967
- DPR 05.08.1974 G.U. 321 del 09.12.1974
- DPR 08.01.1975 G.U. 100 del 15.04.1975
- DPR 18.07.1984 G.U. 351 del 22.12.1984
- DM 31.07.1993 G.U. 192 del 17.08.1993
- DM 27.08.1996 G.U. 206 del 03.09.1996
- DM 30.06.1998 G.U. 165 del 17.07.1998
- Comunicato in G.U. 29 del 05.02.2001
- DM 21.07.2010 G.U. 180 del 04.08.2010
- DM 30.11.2011 G.U. 295 del 20.12.2011

La versione in vigore è stata approvata con D.M. 07.03.2014, pubblicato sul sito ufficiale del Mipaaf.

## Tipologie

### Monterosso Val d'Arda

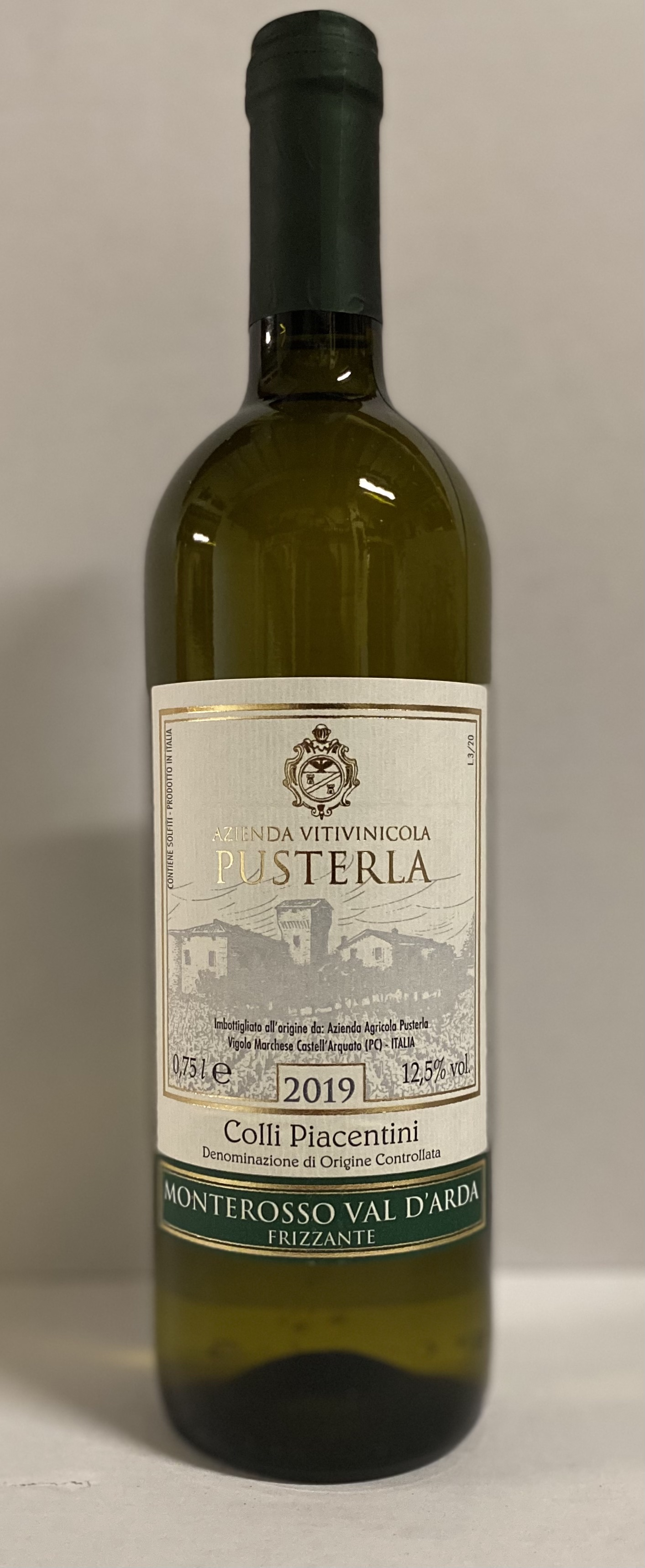
Monterosso Val d'Arda

La zona di produzione è limitata al territorio collinare dei comuni di Vernasca, Alseno, Lugagnano Val d'Arda, Castell'Arquato, Gropparello e Carpaneto Piacentino.
Sono previste le menzioni spumante e frizzante.
| uvaggio                        | Malvasia di Candia Aromatica e Moscato Bianco dal 20 al 50%, Trebbiano Romagnolo e Ortrugo dal 20 al 50%; Bervedino e/o Sauvignon e altre uve bianche fino al 30% |
| colore                         | da paglierino a dorato |
| odore                          | delicato, caratteristico |
| sapore                         | secco o abboccato o amabile, fine e sottile di corpo, tranquillo                                                                                                  |
| titolo alcolometrico minimo    | 11,00% vol. |
| acidità totale minima          | 5,0 g/l. |
| estratto secco minimo          | 16,00g/l |
| resa massima di uva per ettaro | 100 q. |
| resa massima di uva in vino    | 70 % |

#### Abbinamenti consigliati
Salumi e formaggi

### Trebbianino Val Trebbia
La zona di produzione è limitata a parte dei comuni di Bobbio, Coli, Travo, Rivergaro, Gazzola e Agazzano.
Sono previste le menzioni spumante e frizzante.
| uvaggio                        | Ortrugo dal 35 al 65%, Malvasia di Candia Aromatica e Moscato Bianco dal 10 al 20%, Trebbiano Romagnolo e Sauvignon dal 15 al 30%, altre uve bianche massimo 15% |
| colore                         | giallo paglierino o giallo dorato chiaro |
| odore                          | vinoso, gradevole |
| sapore                         | secco o abboccato, delicato, sottile, tranquillo |
| titolo alcolometrico minimo    | 11,00% vol. |
| acidità totale minima          | 5,0 g/l. |
| estratto secco minimo          | 16,00g/l |
| resa massima di uva per ettaro | 100 q. |
| resa massima di uva in vino    | 70 % |

### Valnure
La zona di produzione è limitata a parte dei comuni di San Giorgio Piacentino, Vigolzone e Ponte dell'Olio.
Sono previste le menzioni spumante e frizzante.
| uvaggio                        | Malvasia di Candia Aromatica dal 20 al 50%, Trebbiano Romagnolo e Ortrugo dal 20 al 65%, altre uve bianche fino al 15% |
| colore                         | giallo, paglierino chiaro                                                                                              |
| odore                          | caratteristico, gradevole, aromatico                                                                                   |
| sapore                         | secco o abboccato o amabile, gradevole, tranquillo                                                                     |
| titolo alcolometrico minimo    | 11,00% vol. |
| acidità totale minima          | 5,0 g/l. |
| estratto secco minimo          | 16,00g/l |
| resa massima di uva per ettaro | 100 q. |
| resa massima di uva in vino    | 70 % |

### Barbera
È prevista la menzione frizzante, con residuo zuccherino massimo 17 g/l.
| uvaggio                        | Barbera minimo 85%                                         |
| colore                         | rosso rubino                                               |
| odore                          | vinoso, caratteristico                                     |
| sapore                         | secco o abboccato, sapido, leggermente tannico, tranquillo |
| titolo alcolometrico minimo    | 11,50% vol.                                                |
| acidità totale minima          | 5,5 g/l                                                    |
| estratto secco minimo          | 20,00 g/l                                                  |
| resa massima di uva per ettaro | 130 q.                                                     |
| resa massima di uva in vino    | 70%                                                        |

### Bonarda
È prevista la menzione frizzante.
| uvaggio                        | Croatina minimo 85%                                                          |
| colore                         | rosso rubino, a volte intenso                                                |
| odore                          | caratteristico, gradevole                                                    |
| sapore                         | secco o abboccato o amabile o dolce, leggermente tannico, fresco, tranquillo |
| titolo alcolometrico minimo    | 11,50% vol.                                                                  |
| acidità totale minima          | 5,0 g/l                                                                      |
| estratto secco minimo          | 20,0 g/l                                                                     |
| resa massima di uva per ettaro | 130 q.                                                                       |
| resa massima di uva in vino    | 70%                                                                          |

### Malvasia
È consentita la menzione Passito, con resa massima di uva in vino pari al 35 %
Sono anche previste le menzioni spumante e frizzante.
| uvaggio                        | Malvasia di Candia Aromatica minimo 85%                                      |
| colore                         | rosso rubino, a volte intenso                                                |
| odore                          | caratteristico, gradevole                                                    |
| sapore                         | secco o abboccato o amabile o dolce, leggermente tannico, fresco, tranquillo |
| titolo alcolometrico minimo    | 11,50% vol.                                                                  |
| acidità totale minima          | 5,0 g/l;                                                                     |
| estratto secco minimo          | 20,0 g/l.                                                                    |
| resa massima di uva per ettaro | 130 q.                                                                       |
| resa massima di uva in vino    | 70%                                                                          |

#### Abbinamenti consigliati
La Malvasia dei Colli Piacentini è particolarmente adatta alla cucina locale piacentina, in particolare con salumi emiliani e gnocco fritto, verdure in pastella, torte salate con ricotta ed erbette, frittate di erbe, torta fritta, focaccia con i ciccioli. Importante l'abbinamento anche con sformati e gratinati a base di formaggi, o formaggi saporiti e leggermente stagionati, carni bianche al curry, tortelli e ravioli a base di zucca, baccalà alla vicentina. Si sposa bene anche bene con la macedonia di frutta, pasticceria da forno, strudel di mele, pecorino stagionato con miele d'arancio, fegato grasso.

### Pinot grigio
Sono previste le menzioni frizzante, con zucchero massimo 17 gr/lt., e spumante
| uvaggio                        | Pinot grigio minimo 85%                                     |
| colore                         | giallo paglierino o ramato                                  |
| odore                          | caratteristico                                              |
| sapore                         | secco o abboccato, fresco fine, molto gradevole, tranquillo |
| titolo alcolometrico minimo    | 11,00% vol.                                                 |
| acidità totale minima          | 5,0 g/l.                                                    |
| estratto secco minimo          | 15,00 g/l                                                   |
| resa massima di uva per ettaro | 100 q.                                                      |
| resa massima di uva in vino    | 70 %                                                        |

### Pinot nero
Sono previste le menzioni spumante e frizzante.
| uvaggio                        | Pinot nero minimo 85%                                             |
| colore                         | rosso più o meno intenso o rosato o paglierino più o meno intenso |
| odore                          | caratteristico                                                    |
| sapore                         | secco o abboccato, sapido, gradevole, tranquillo                  |
| titolo alcolometrico minimo    | 11,50% vol.                                                       |
| acidità totale minima          | 4,5 g/l.                                                          |
| estratto secco minimo          | 18,00 g/l                                                         |
| resa massima di uva per ettaro | 100 q.                                                            |
| resa massima di uva in vino    | 70 %                                                              |

### Sauvignon
È prevista la menzione frizzante.
| uvaggio                        | Sauvignon minimo 85%                          |
| colore                         | paglierino anche intenso                      |
| odore                          | delicato, caratteristico                      |
| sapore                         | secco o abboccato, armonico, fine, tranquillo |
| titolo alcolometrico minimo    | 11,00% vol.                                   |
| acidità totale minima          | 5,0 g/l                                       |
| estratto secco minimo          | 15,0 g/l.                                     |
| resa massima di uva per ettaro | 100 q.                                        |
| resa massima di uva in vino    | 70 %                                          |

### Cabernet Sauvignon
| uvaggio                        | Cabernet-sauvignon minimo 85%                     |
| colore                         | rosso rubino, talvolta granato                    |
| odore                          | caratteristico, gradevole, leggermente erbaceo    |
| sapore                         | secco e abboccato, lievemente tannico, tranquillo |
| titolo alcolometrico minimo    | 12,00% vol.                                       |
| acidità totale minima          | 4,5 g/l                                           |
| estratto secco minimo          | 20,0 g/l                                          |
| resa massima di uva per ettaro | 100 q.                                            |
| resa massima di uva in vino    | 70 %                                              |

### Chardonnay
Sono previste le menzioni spumante e frizzante.
| uvaggio                        | Chardonnay minimo 85%                           |
| colore                         | giallo paglierino con sfumature verdognole      |
| odore                          | gradevole, fine, fruttato.                      |
| sapore                         | secco o abboccato, armonico, fresco, tranquillo |
| titolo alcolometrico minimo    | 11,00% vol.                                     |
| acidità totale minima          | 5,0 g/l                                         |
| estratto secco minimo          | 15,0 g/l                                        |
| resa massima di uva per ettaro | 100 q.                                          |
| resa massima di uva in vino    | 70 %                                            |

### Novello
| uvaggio                        | Pinot nero e/o Barbera e/o Croatina (localmente denominata Bonarda) minimo 60% |
| colore                         | rosso rubino                                                                   |
| odore                          | caratteristico, vinoso e fruttato                                              |
| sapore                         | secco o abboccato, acidulo fragrante e fruttato, tranquillo                    |
| titolo alcolometrico minimo    | 11,00% vol.                                                                    |
| acidità totale minima          | 5,0 g/l                                                                        |
| estratto secco minimo          | 15,0 g/l                                                                       |
| resa massima di uva per ettaro | 130 q.                                                                         |
| resa massima di uva in vino    | 70 %                                                                           |

### Vin Santo
Le uve alla spremitura devono avere contenuto zuccherino non inferiore al 26%
| uvaggio                        | Malvasia di Candia Aromatica e/o Ortrugo e/o Sauvignon e/o Marsanne e/o Trebbiano Romagnolo minimo 80% |
| colore                         | giallo paglierino, dorato                                                                              |
| odore                          | intenso, aromatico, caratteristico, etereo                                                             |
| sapore                         | secco o dolce, morbido, armonico, intenso, aromatico, tranquillo                                       |
| titolo alcolometrico minimo    | 16,00% vol.                                                                                            |
| acidità totale minima          | 5,0 g/l                                                                                                |
| acidità volatile massima       | 30 milliequivalenti/l                                                                                  |
| estratto secco minimo          | 20,0 g/l                                                                                               |
| resa massima di uva per ettaro | 100 q.                                                                                                 |
| resa massima di uva in vino    | 35 %                                                                                                   |

#### Vin Santo sottozona di Vigoleno
La sottozona è limitata a parte del comune di Vernasca.
Le uve alla spremitura devono avere un contenuto zuccherino non inferiore al 30% e il vino deve permanere almeno 5 anni in botti di legno.
| uvaggio                            | Santa Maria e Melara minimo 60%; Bervedino e/o Ortrugo e/o Trebbiano Romagnolo, massimo 40% |
| colore                             | dorato o ambrato più o meno intenso                                                         |
| odore                              | intenso, gradevole, fine, delicato, caratteristico                                          |
| sapore                             | piacevolmente dolce di uve appassite, armonico, pieno, corposo, vellutato                   |
| titolo alcolometrico minimo        | 18,00 % vol.                                                                                |
| titolo alcolometrico svolto minimo | 10,50 % vol.                                                                                |
| acidità totale minima              | 5,0 g/l                                                                                     |
| acidità volatile massima           | 30 milliequivalenti/l                                                                       |
| estratto secco minimo              | 20,0 g/l                                                                                    |
| resa massima di uva per ettaro     | 50 q.                                                                                       |
| resa massima di uva in vino        | 30 %                                                                                        |

#### Abbinamenti consigliati
Va servito a temperature di 15-18 °C. Si accompagna a pasticceria secca, dolci e formaggi erborinati.